# اویشچیه وارت ناتیونال پارک
اویشچیه وارت ناتیونال پارک (به لهستانی:  Ujście Warty National Park) یک منطقهٔ مسکونی در لهستان است که در Lubusz Voivodeship, Poland واقع شده‌است.